# Gaétan Cousineau
Gaétan Cousineau est un homme politique québécoise. Il est maire de la ville de Gatineau de 1983 à 1988 et ancien président Commission des droits de la personne et des droits de la jeunesse.

## Biographie
Le 1er novembre 1987, il est réélu par 179 voix de différence après recomptage face à son concurrent John Luck, initialement proclamé vainqueur.
Il démissionne quelques mois plus tard, en février 1988, pour raisons personnelles, alors qu'il était accusé de conflits d'intérêts en raison de l'achat par la ville d'un terrain dont il était copropriétaire.